# Condado de Burnet
O Condado de Burnet é um dos 254 condados do estado norte-americano do Texas. A sede do condado é Burnet, e sua maior cidade é Burnet.
O condado possui uma área de 2 644 km² (dos quais 65 km² estão cobertos por água), uma população de 34 147 habitantes, e uma densidade populacional de 13 hab/km² (segundo o censo nacional de 2000).
O condado foi criado em 1852.